# Kazakhstan aux Jeux olympiques d'été de 1996
Le Kazakhstan  participe aux Jeux olympiques d'été de 1996 à Atlanta aux États-Unis. Il s'agit de sa première participation à des Jeux d'été.
Il y remporte onze médailles : trois en or, quatre en argent et quatre en bronze, se situant à la vingt-quatrième place des nations au tableau des médailles. Le boxeur Yermakhan Ibraimov est le porte-drapeau d'une délégation kazakhe comptant 96 sportifs (72 hommes et 24 femmes).

## Médaillés
| Médaille | Nom                 | Sport               | Compétition               |
| -------- | ------------------- | ------------------- | ------------------------- |
| Or       | Vassiliy Jirov      | Boxe                | Poids mi-lourds           |
| Or       | Alexandre Paryguin  | Pentathlon moderne  |                           |
| Or       | Yuriy Melnichenko   | Lutte gréco-romaine | -57 kg                    |
| Argent   | Anatoly Khrapaty    | Haltérophilie       |                           |
| Argent   | Bulat Jumadilov     | Boxe                | Poids mouches             |
| Argent   | Sergey Belyayev     | Tir                 | Carabine 50 m 3 positions |
| Argent   | Sergey Belyayev     | Tir                 | Carabine 50 m tir couché  |
| Bronze   | Bolat Niyazymbetov  | Boxe                | Poids super-légers        |
| Bronze   | Yermakhan Ibraimov  | Boxe                | Poids super-welters       |
| Bronze   | Vladimir Vokhmianin | Tir                 | Pistolet 25 m             |
| Bronze   | Maulen Mamyrov      | Lutte libre         | -52 kg                    |